# لاري وودز
لاري وودز (بالإنجليزية: Larry Woods)‏ هو لاعب كرة قدم أمريكية أمريكي، ولد في 11 مايو 1948 في فلورنسا في إيطاليا.

## وصلات خارجية
- لاري وودز على موقع مرجع كرة القدم المحترفة.كوم (الإنجليزية)